# Bernard Quennehen
Bernard Quennehen (* 31. Mai 1930 in Le Translay; † 21. Januar 2016 in Amiens) war ein französischer Radrennfahrer.

## Sportliche Laufbahn
Quennehen war im Straßenradsport aktiv. Als Amateur gewann er 1951 eine Etappe in der Route de France.
Von 1952 bis 1954 war er Berufsfahrer im Radsportteam Gitane–Hutchinson. Sein bedeutendster Erfolg war der Sieg auf der 14. Etappe der Tour de France 1953. Auch im Circuit des Six Provinces gewann er in jener Saison eine Etappe. In der Tour de France 1953 kam er auf den 64. Platz.

## Berufliches
Quennehen eröffnete nach seiner aktiven Karriere als Radprofi in Amiens eine Bar.